# 屋久ユウキ
屋久 ユウキ（やく ユウキ、1991年〈平成3年〉 - ）は、日本のライトノベル作家・脚本家。

## 経歴
小学校時代から大宮近郊に住んでいた。18歳頃から芸人として活動し、その後は動画投稿などをしていたという。
2015年に『満点飾りのがんばり論！』で第10回小学館ライトノベル大賞優秀賞を受賞し、2016年5月にタイトル名を『弱キャラ友崎くん』に改題してガガガ文庫から刊行し、作家デビューを果たした。

## 作品リスト

### 小説
- 『弱キャラ友崎くん』（イラスト：フライ、出版：ガガガ文庫、既刊13巻、2016年5月 - ）[3]
- 『小説 夜のクラゲは泳げない』（原作：JELEE、カバーイラスト：popman3580、本文挿絵：谷口淳一郎、出版：ガガガ文庫、全3巻、2024年5月 - 2024年7月）

#### アンソロジー
- 「昔の私へ」（『失恋文庫 書き下ろし失恋小説アンソロジー』ビッグ・ラグーン〈同人誌〉、2019年）

### 脚本
- 朗読劇『お化けなんて全然怖くない。』（脚本、2018年）
- テレビアニメ『弱キャラ友崎くん』（脚本、2021年） - BD・DVD特典OVAを担当
- テレビアニメ『弱キャラ友崎くん 2nd STAGE』（脚本、2024年）
- テレビアニメ『夜のクラゲは泳げない』（シリーズ構成・脚本、2024年）[4]